# Черногора
Черного́ра (укр. Чорногора) — самый высокий горный хребет в Украинских Карпатах, находится в восточной части Полонинского Бескида.
Главный хребет простирается в длину около 40 км между Чёрной Тисой на западе и Чёрным Черемошем на востоке. Через часть Черногоры проходит водораздел между Прутом и Тисою (многие века это была одновременно граница государств, которым принадлежали Галичина и Закарпатье), западная часть с вершиной Петрос (2020 м) лежит в Закарпатье; обе части Черногоры отделены глубоким перевалом (1550 м).

## Природа

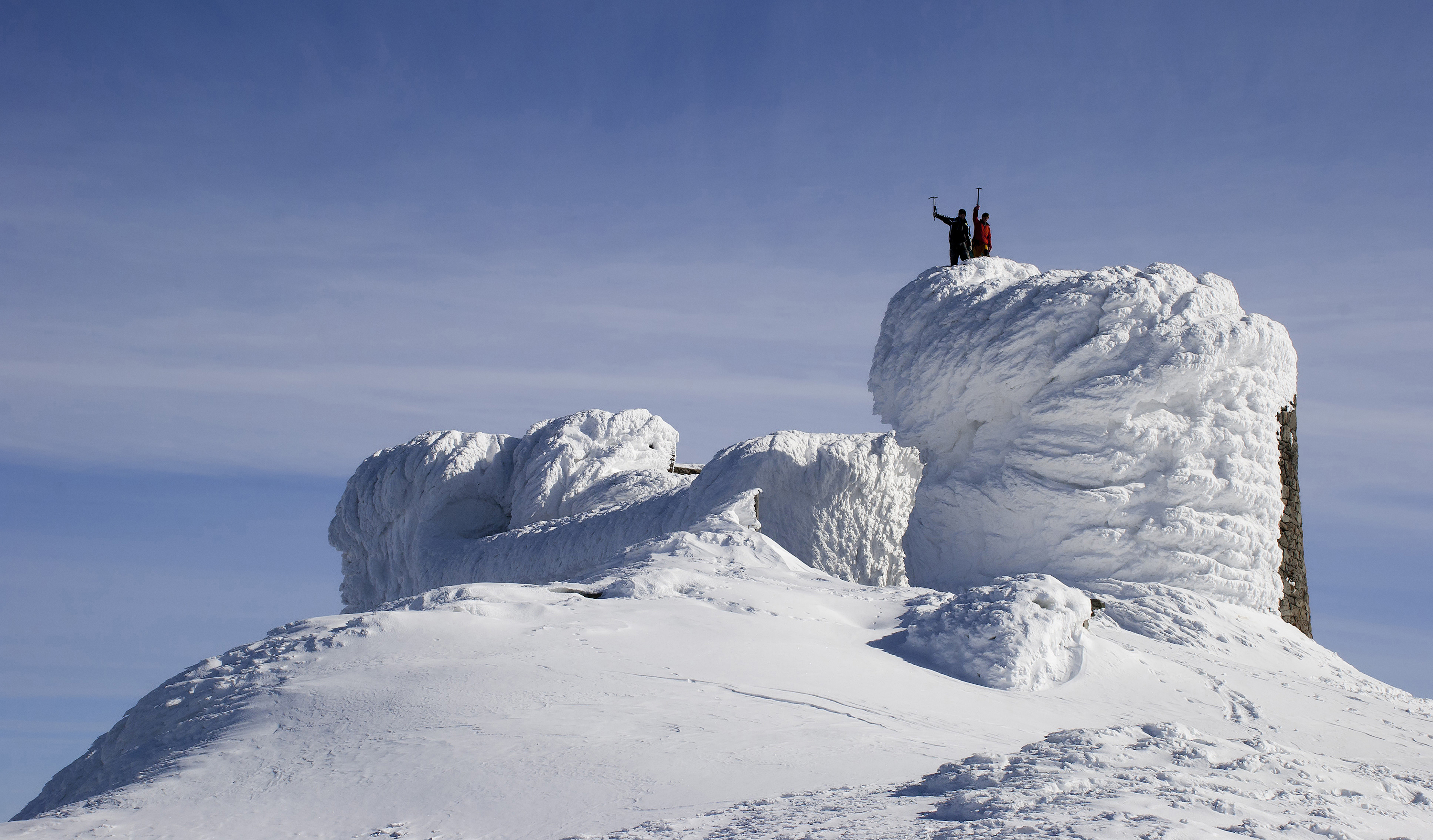
Вершина горы Поп Иван зимой, (2012 год)

Западная часть порезана (относительная высота — 300 м); восточная Черногора — монотонный и массивный хребет, вершины высокие, свыше 1900, иногда 2000 м (Говерла — 2061, Бребенескул — 2035, Мунчель — 1998, Рэбра — 2001, Гутин Томнатек — 2016, Поп Иван — 2020), перевалы не опускаются ниже 1750 м. От главного хребта отходят короткие, боковые. Контраст с уже ровными хребтами представляют собой склоны Черногоры, расчлененные узкими долинами высотой до 1000 м и местами выше. На внешний вид Черногоры больше, чем в других частях Карпат, повлияло обледенение. В то время граница вечного снега лежала на высоте 1300—1400 м и в истоках водных потоков образовались короткие ледники (в долине Прута ледник достигал высоты 1000 м и составлял в длину 6,5 км). Следами бывшего оледенения являются послеледниковые котлы с отвесными, часто скальными склонами и широким дном, иногда наполненными озёрами (наибольшее под Темнатиком) или торфовищами, неравномерный спад долин (иногда водопады, например, Прута), боковые и концевые морены и т. п.
Склоны Черногоры покрыты лесами. На северных склонах обычно растёт бук (до высоты 1300 м), выше — ель (исключительно до 1600 м); на южном склоне также распространен бук, который образует горную границу леса. Выше — до 1800 м находится полоса полонин, жерепа и трав, выше 1800 м чистые полонины, которые поднимаются к наивысшим высотам — иногда с каменными полями. Среди растений много эндемичных.
На гребневой полосе хребта среди горно-луговой высотной зоны черногорского высокогорья выделяются две группы ландшафтов, существенно различные в генетическом отношении. Одна группа — это ландшафты, сформировавшиеся на основе древнего (миоценового) пенепленизированного денудационного рельефа, с молодым (послеледниковым) характером  биоклиматических компонентов. Эти ландшафты выделяются и в субальпийском, и в альпийском поясах. Вторая группа, свойственная в основном субальпийскому поясу, — ландшафты, полностью сформировавшиеся в условиях скульптурного гляциального рельефа в ледниковое и  послеледниковое время. В них молодые не только биокомпоненты, но и рельеф с ледниковыми отложениями (моренами и пр.) на дне цирков, каров и троговых долин. Отчасти это касается и горно-лесной высотной зоны, ее пояса еловых лесов, где, однако, исходная основа рельефа  ландшафтов первой группы более молодая — плиоцен-плейстоценовая.

## Население, хозяйствование
Коренное население — гуцулы. Пашни занимает около 0,5 % всей площади, леса около 70 %, сенокос 5 %, полонины и пастбища 22 %. Для охраны природы созданы после Первой мировой войны небольшие заповедники; в 1964 году — комплексный заповедник (7702 га), который входит в состав большого Карпатского заповедника.
На Черногоре развит пастушеский образ жизни (сезон 5 месяцев). Развит туризм.